# Deutsche Vorentscheidung zum Eurovision Song Contest 1974
Für die deutsche Vorentscheidung zum Eurovision Song Contest 1974 wurde der deutsche Beitrag unter Ausschluss der Öffentlichkeit ausgewählt. In einer Vorauswahl wurden die Interpreten Cindy & Bert, Jürgen Marcus und Anne Karin durch den Hessischen Rundfunk nominiert. Komponisten und Texter wurden gebeten, je zwei Lieder für die Interpreten zu schreiben. Zusätzlich wurden zwei Lieder von Komponisten eingereicht, die von den Unterhaltungschefs der Sendeanstalten der ARD für den Wettbewerb ausgesucht wurden.
Am 23. Januar 1974 wurden alle zwölf eingereichten Titel bei der internen Auswahl abgelehnt. Begründet wurde dies damit, dass keine ausreichende Anzahl an Titeln für eine fundierte Entscheidung zur Verfügung gestanden hätten und es auch keinen klaren Favoriten gegeben hätte. Für die Autoren wurde eine Nachfrist bis zum 20. Februar 1974 gesetzt, um ein weiteres Lied einzusenden. Bei einer Auswahl von nunmehr 24 Liedern kristallisierten sich drei Titel heraus:
| Interpret     | Titel Musik (M) und Text (T)                              |
| ------------- | --------------------------------------------------------- |
| Anne Karin    | Damals im Frühling M: Rudi Bauer; T: Gerd Thumser         |
| Jürgen Marcus | Grand Prix d’amour M: Jack White; T: Fred Jay             |
| Cindy & Bert  | Die Sommermelodie M: Werner Scharfenberger; T: Kurt Feltz |

Es fiel die Auswahl auf Cindy & Bert mit dem Titel Die Sommermelodie, der der Öffentlichkeit in der Sendung Die Montagsmaler am 11. März 1974 vorgestellt wurde. Das Duo belegte beim Eurovision Song Contest in Brighton (die Sieger waren ABBA), zusammen mit Norwegen, der Schweiz und Portugal mit drei Punkten den 14. und damit letzten Platz.